# Campionato europeo maschile di pallacanestro Under-20 2009
Il 12º Campionato Europeo maschile Under-20 di Pallacanestro FIBA (noto anche come FIBA EuroBasket Under-20 2009) si è svolto in Grecia dal 16 al 29 luglio 2009.
Al termine della competizione la Israele under 20 e la Belgio under 20 vennero retrocesse in Division B.

## Risultati

### Prima fase a gruppi

#### Gruppo A
| Squadra  | P.ti | V | P | PF  | PS  | Diff. |
| -------- | ---- | - | - | --- | --- | ----- |
| Spagna   | 6    | 3 | 0 | 246 | 209 | 37    |
| Russia   | 5    | 2 | 1 | 206 | 201 | 5     |
| Lettonia | 4    | 1 | 2 | 221 | 227 | −5    |
| Slovenia | 3    | 0 | 3 | 212 | 248 | −36   |

#### Gruppo B
| Squadra | P.ti | V | P | PF  | PS  | Diff. |
| ------- | ---- | - | - | --- | --- | ----- |
| Francia | 6    | 3 | 0 | 233 | 198 | 35    |
| Grecia  | 5    | 2 | 1 | 230 | 205 | 25    |
| Italia  | 4    | 1 | 2 | 219 | 231 | −12   |
| Belgio  | 3    | 0 | 3 | 197 | 245 | −48   |

#### Gruppo C
| Squadra    | P.ti | V | P | PF  | PS  | Diff. |
| ---------- | ---- | - | - | --- | --- | ----- |
| Lituania   | 6    | 3 | 0 | 256 | 198 | 58    |
| Montenegro | 5    | 2 | 1 | 198 | 181 | 17    |
| Turchia    | 4    | 1 | 2 | 193 | 201 | −8    |
| Israele    | 3    | 0 | 3 | 193 | 260 | −67   |

#### Gruppo D
| Squadra  | P.ti | V | P | PF  | PS  | Diff. |
| -------- | ---- | - | - | --- | --- | ----- |
| Croazia  | 5    | 2 | 1 | 252 | 246 | 6     |
| Ucraina  | 5    | 2 | 1 | 218 | 216 | 2     |
| Serbia   | 4    | 1 | 2 | 215 | 229 | −14   |
| Germania | 4    | 1 | 2 | 238 | 232 | 6     |

### Qualifying round
|  | Ammesse alle semifinali                  |
|  | Ammesse ai confronti per il 9º-12º posto |

#### Gruppo E
| Squadra  | P.ti | V | P | PF  | PS  | Diff. |
| -------- | ---- | - | - | --- | --- | ----- |
| Spagna   | 9    | 4 | 1 | 370 | 344 | 26    |
| Francia  | 9    | 4 | 1 | 396 | 363 | 33    |
| Grecia   | 9    | 4 | 1 | 370 | 356 | 14    |
| Italia   | 6    | 1 | 4 | 336 | 355 | −19   |
| Lettonia | 6    | 1 | 4 | 362 | 379 | −17   |
| Russia   | 6    | 1 | 4 | 330 | 367 | −37   |

#### Gruppo F
| Squadra    | P.ti | V | P | PF  | PS  | Diff. |
| ---------- | ---- | - | - | --- | --- | ----- |
| Lituania   | 9    | 4 | 1 | 381 | 340 | 41    |
| Croazia    | 8    | 3 | 2 | 395 | 385 | 10    |
| Montenegro | 8    | 3 | 2 | 347 | 337 | 10    |
| Turchia    | 7    | 2 | 3 | 335 | 297 | 38    |
| Ucraina    | 7    | 2 | 3 | 311 | 389 | −48   |
| Serbia     | 6    | 1 | 4 | 334 | 355 | −21   |

### Classification round
|  | Retrocesse in Division B |

#### Gruppo G
| Squadra  | P.ti | V | P | PF  | PS  | Diff. |
| -------- | ---- | - | - | --- | --- | ----- |
| Slovenia | 6    | 3 | 0 | 250 | 207 | 43    |
| Germania | 5    | 2 | 1 | 237 | 211 | 26    |
| Israele  | 4    | 1 | 2 | 227 | 231 | −4    |
| Belgio   | 3    | 0 | 3 | 191 | 256 | −65   |

### Fase ad eliminazione diretta

#### Tabellone gare 9º - 12º posto
|  | Playoffs | Playoffs | Playoffs |        |          | Nono posto       | Nono posto       | Nono posto       |  |
|  |          |          |          |        |          |                  |                  |                  |  |
|  | Lettonia | Lettonia | 74       |        |          |                  |                  |                  |  |
|  | Lettonia | Lettonia | 74       |        |          |                  |                  |                  |  |
|  | Serbia   | Serbia   | 67       |        |          |                  |                  |                  |  |
|  | Serbia   | Serbia   | 67       |        | Lettonia | Lettonia         | 66               |                  |  |
|  |          |          |          |        | Lettonia | Lettonia         | 66               |                  |  |
|  |          |          | Russia   | Russia | 89       |                  |                  |                  |  |
|  | Ucraina  | Ucraina  | Russia   | Russia | 89       | 54               |                  |                  |  |
|  | Ucraina  | Ucraina  |          |        |          | 54               |                  |                  |  |
|  | Russia   | Russia   | 65       |        |          | Undicesimo posto | Undicesimo posto | Undicesimo posto |  |
|  | Russia   | Russia   | 65       |        |          |                  |                  |                  |  |
|  |          |          |          |        |          |                  |                  |                  |  |
|  |          |          |          |        |          | Serbia           | Serbia           | 83               |  |
|  |          |          |          |        |          | Serbia           | Serbia           | 83               |  |
|  |          |          |          |        |          | Ucraina          | Ucraina          | 56               |  |

#### Tabellone gare 5º - 8º posto
|  | Playoffs   | Playoffs   | Playoffs |          |         | Quinto posto  | Quinto posto  | Quinto posto  |  |
|  |            |            |          |          |         |               |               |               |  |
|  | Turchia    | Turchia    | 78       |          |         |               |               |               |  |
|  | Turchia    | Turchia    | 78       |          |         |               |               |               |  |
|  | Croazia    | Croazia    | 69       |          |         |               |               |               |  |
|  | Croazia    | Croazia    | 69       |          | Turchia | Turchia       | 72            |               |  |
|  |            |            |          |          | Turchia | Turchia       | 72            |               |  |
|  |            |            | Lituania | Lituania | 77      |               |               |               |  |
|  | Lituania   | Lituania   | Lituania | Lituania | 77      | 80            |               |               |  |
|  | Lituania   | Lituania   |          |          |         | 80            |               |               |  |
|  | Montenegro | Montenegro | 72       |          |         | Settimo posto | Settimo posto | Settimo posto |  |
|  | Montenegro | Montenegro | 72       |          |         |               |               |               |  |
|  |            |            |          |          |         |               |               |               |  |
|  |            |            |          |          |         | Croazia       | Croazia       | 76            |  |
|  |            |            |          |          |         | Croazia       | Croazia       | 76            |  |
|  |            |            |          |          |         | Montenegro    | Montenegro    | 77            |  |

#### Tabellone finale
|  | Playoffs   | Playoffs |        |        | Finale      | Finale      |  |  | Finale | Finale |
|  |            |          |        |        |             |             |  |  |        |        |
|  |            |          |        |        |             |             |  |  |        |        |
|  |            |          |        |        |             |             |  |  |        |        |
|  | Spagna     | 77       |        |        |             |             |  |  |        |        |
|  | Spagna     | 77       |        |        |             |             |  |  |        |        |
|  | Turchia    | 60       |        |        |             |             |  |  |        |        |
|  | Turchia    | 60       | Spagna | 76     |             |             |  |  |        |        |
|  |            |          | Spagna | 76     |             |             |  |  |        |        |
|  |            | Grecia   | 87     |        |             |             |  |  |        |        |
|  | Croazia    | Grecia   | 87     | 68     |             |             |  |  |        |        |
|  | Croazia    |          |        | 68     |             |             |  |  |        |        |
|  | Grecia     | 77       |        |        |             |             |  |  |        |        |
|  | Grecia     | 77       | Grecia | 90     |             |             |  |  |        |        |
|  |            |          | Grecia | 90     |             |             |  |  |        |        |
|  |            | Francia  | 85     |        |             |             |  |  |        |        |
|  | Lituania   | Francia  | 85     | 68     |             |             |  |  |        |        |
|  | Lituania   |          |        | 68     |             |             |  |  |        |        |
|  | Italia     | 69       |        |        |             |             |  |  |        |        |
|  | Italia     | 69       | Italia | 68     | Terzo posto | Terzo posto |  |  |        |        |
|  |            |          | Italia | 68     | Terzo posto | Terzo posto |  |  |        |        |
|  |            | Francia  | 94     |        |             |             |  |  |        |        |
|  | Francia    | Francia  | 94     | 68     | Spagna      | 75          |  |  |        |        |
|  | Francia    |          |        | 68     | Spagna      | 75          |  |  |        |        |
|  | Montenegro | 47       |        | Italia | 72          |             |  |  |        |        |
|  | Montenegro | 47       |        |        | 72          |             |  |  |        |        |
|  |            |          |        |        |             |             |  |  |        |        |
|  |            |          |        |        |             |             |  |  |        |        |

## Classifica finale
| Campione d'Europa | Campione d'Europa | Campione d'Europa | Campione d'Europa |
| --- | ----------------- | --- | ----------------- |
| Grecia under 204 Mantzarīs, 5 Mourtos, 6 Tsakalerīs, 7 Pappas, 8 Giannopoulos, 9 Sakellariou, 10 Papanikolaou, 11 Sloukas, 12 Janković, 13 Mpogrīs, 14 Kaselakīs, 15 Sarikopoulos, All. Kōstas Missas |                   | |                   |
| Argento | Francia           | Francia under 204 Ona Embo, 5 Heurtel, 6 Diot, 7 Sambe, 8 M'Baye, 9 Raposo, 10 Gomis, 11 Jackson, 12 Camara, 13 Séraphin, 14 Tortosa, 15 Da Silveira, All. Jean-Aimé Toupane                                            |                   |
| Bronzo | Spagna            | Spagna under 204 Fernández, 5 Marco, 6 López, 7 Almazán, 8 Tomàs, 9 Llorca, 10 Rabaseda, 11 Parejo, 12 Samb, 13 de la Fuente, 14 Raya, 15 Aguilar, All. Gustavo Aranzana                                                |                   |
| 4. | Italia            | Italia under 204 Cournooh, 5 Gentile, 6 Marusic, 7 Saccaggi, 8 Raspino, 9 Truccolo, 10 Crotta, 11 Rullo, 12 Sandri, 13 Rotondo, 14 Martinoni, 15 Da Ros, All. Stefano Sacripanti                                        |                   |
| 5. | Lituania          | Lituania under 204 Vasiliauskas, 5 Želionis, 6 Sliesoraitis, 7 Lipkevičius, 8 Juškevičius, 9 Kuzminskas, 10 Janavičius, 11 Motiejūnas, 12 Cepanonis, 13 Gydra, 14 Čepukaitis, 15 Buterlevičius, All. Rimvydas Samulėnas |                   |
| 6. | Turchia           | Turchia under 204 Gen, 5 Kılıçlı, 6 Mahmutoğlu, 7 Karaman, 8 Batuk, 9 Çinko, 10 Yıldırım, 11 Balto, 12 Önen, 13 Çantekin, 14 Özcan, 15 Şirin, All. Orhun Ene                                                            |                   |
| 7. | Montenegro        | Montenegro under 204 Stojanović, 5 Đoković, 6 Savović, 7 Lalić, 8 Šehović, 9 Vučević, 10 Miljanić, 11 Šutulović, 12 Barović, 13 Patković, 14 Lopičić, 15 Ivanović, All. Dejan Radonjić                                  |                   |
| 8. | Croazia           | Croazia under 204 Radić, 5 Nakić, 6 Vragović, 7 Bogdanović, 8 Kraljević, 9 Oštrić, 10 Delaš, 11 Hajdić, 12 Marčinković, 13 Karlović, 14 Blažević, 15 Bilan, All. Darko Kunce                                            |                   |
| 9. | Russia            | Russia under 204 Spiridonov, 5 Zajcev, 6 Polochin, 7 Chvostov, 8 Šaškov, 9 Zacharov, 10 Novikov, 11 Antonov, 12 Ivlev, 13 Grigor'ev, 14 Kirdjačkin, 15 Filippov, All. Aleksandr Vasin                                   |                   |
| 10. | Lettonia          | Lettonia under 204 Krūmiņš, 5 Kaufmanis, 6 Virsis, 7 Sokolovs, 8 Strēlnieks, 9 Bertāns, 10 Mizis, 11 Duselis, 12 Justovics, 13 Zeidaks, 14 Rozītis, 15 Blaus, All. Varis Krūmiņš                                        |                   |
| 11. | Serbia            | Serbia under 204 Čović, 5 Lučić, 6 Mitrović, 7 Lazić, 8 Nedović, 9 Marković, 10 Stojačić, 11 Birčević, 12 Milosavljević, 13 Subotić, 14 Maravić, 15 Bunić, All. Slobodan Klipa                                          |                   |
| 12. | Ucraina           | Ucraina under 204 Tončenko, 5 Dmytrenko, 6 Larin, 7 Lukašov, 8 Čyhrynov, 9 Ščepkin, 10 Novikov, 11 Otverčenko, 12 Zajcev, 13 Tymofejenko, 14 Poležajev, 15 Tuz, All. Volodymyr Poljach                                  |                   |
| 13. | Slovenia          | Slovenia under 204 Zadnik, 5 Kovačevič, 6 Lekić, 7 Percel, 8 Murić, 9 Vujasinović, 10 Dragić, 11 Vranjković, 12 Jotić, 13 Mahkovic, 14 Dimec, 15 Blažič, All. Radomir Mijanovič                                         |                   |
| 14. | Germania          | Germania under 204 Stuckey, 5 Barth, 6 Doreth, 7 Schwethelm, 8 Harris, 9 Agne, 10 Schoeps, 11 Wohlfarth-Bottermann, 12 Benzing, 13 Seiferth, 14 Pleiß, 15 Schmidt, All. Henrik Rödl                                     |                   |
| 15. | Israele           | Israele under 204 Simhon, 5 Daniel, 6 Ventura, 7 Pitshon, 8 Shoutvin, 9 Reis, 10 Ariely, 11 Shiran, 12 Karpelesz, 13 Skverer, 14 Rub, 15 Aidan, All. Ariel Beit Halahmy                                                 |                   |
| 16. | Belgio            | Belgio under 204 Steinbach, 5 Libert, 6 Serron, 7 Giancaterino, 8 Hulsen, 9 Troisfontaines, 10 Baeri, 11 Hounhanou, 12 Aertssen, 13 Malherbe, 14 Iarochevitch, 15 Salumu, All. Paul Vervaeck                            |                   |

## Riconoscimenti ai giocatori

### MVP del torneo
- Kōstas Papanikolaou

### Miglior quintetto del torneo
- Antoine Diot
- Kōstas Papanikolaou
- Kevin Séraphin
- Nikola Vučević
- Xavi Rabaseda

## Statistiche
Punti
| Pos. | Nome             | Punti | Gare | PPG  |
| ---- | ---------------- | ----- | ---- | ---- |
| 1.   | Robin Benzing    | 111   | 5    | 22,2 |
| 2.   | Sead Šehović     | 158   | 9    | 17,6 |
| 3.   | Bojan Bogdanović | 156   | 9    | 17,3 |
| 3.   | Zoran Dragić     | 98    | 6    | 16,3 |
| 5.   | Dairis Bertāns   | 130   | 8    | 16,3 |

Rimbalzi
| Pos. | Nome            | Rim. | Gare | RPG  |
| ---- | --------------- | ---- | ---- | ---- |
| 1.   | Nikola Vučević  | 86   | 8    | 10,8 |
| 2.   | Vladimir Ivlev  | 81   | 8    | 10,1 |
| 3.   | Lauris Blaus    | 72   | 8    | 9,0  |
| 4.   | Pere Tomàs      | 75   | 9    | 8,3  |
| 5.   | Fernando Raposo | 75   | 9    | 8,3  |

Assist
| Pos. | Nome             | Ass. | Gare | APG |
| ---- | ---------------- | ---- | ---- | --- |
| 1.   | Dmitrij Chvostov | 49   | 8    | 6,1 |
| 2.   | Antoine Diot     | 47   | 9    | 5,2 |
| 3.   | Jorn Steinbach   | 29   | 6    | 4,8 |
| 4.   | Sead Šehović     | 36   | 9    | 4,0 |
| 5.   | Kōstas Sloukas   | 35   | 9    | 3,9 |